# Ardalión Ignátiev
Ardalión Vasílievich Ignátiev (en ruso: Ардалион Васильевич Игнатьев; Unión Soviética, 22 de diciembre de 1930-24 de octubre de 1998) fue un atleta soviético, especializado en la prueba de 400 m en la que llegó a ser medallista de bronce olímpico en 1956.

## Carrera deportiva
En los JJ. OO. de Melbourne 1956 ganó la medalla de bronce en los 400 metros, con un tiempo de 47.0 segundos, llegando a meta tras el estadounidense Charles Jenkins, el alemán Karl-Friedrich Haas y empatado con el finlandés Voitto Hellstén (también bronce).
En el Campeonato Europeo de Atletismo de 1954, disputado en la ciudad suiza de Berna, ganó la medalla de oro en la prueba de 400 m lisos y la de plata en la de 200 m lisos.